# Michelau, Luxemburg
Michelau (franska) (luxemburgiska: Méchela lyssna (fil), tyska: Michelau) är en ort i kantonen Diekirch i nordöstra Luxemburg. Den ligger i kommunen Bourscheid vid floden Sauer, cirka 32 kilometer norr om staden Luxemburg. Orten har 329 invånare (2022).